# 1719 w polityce

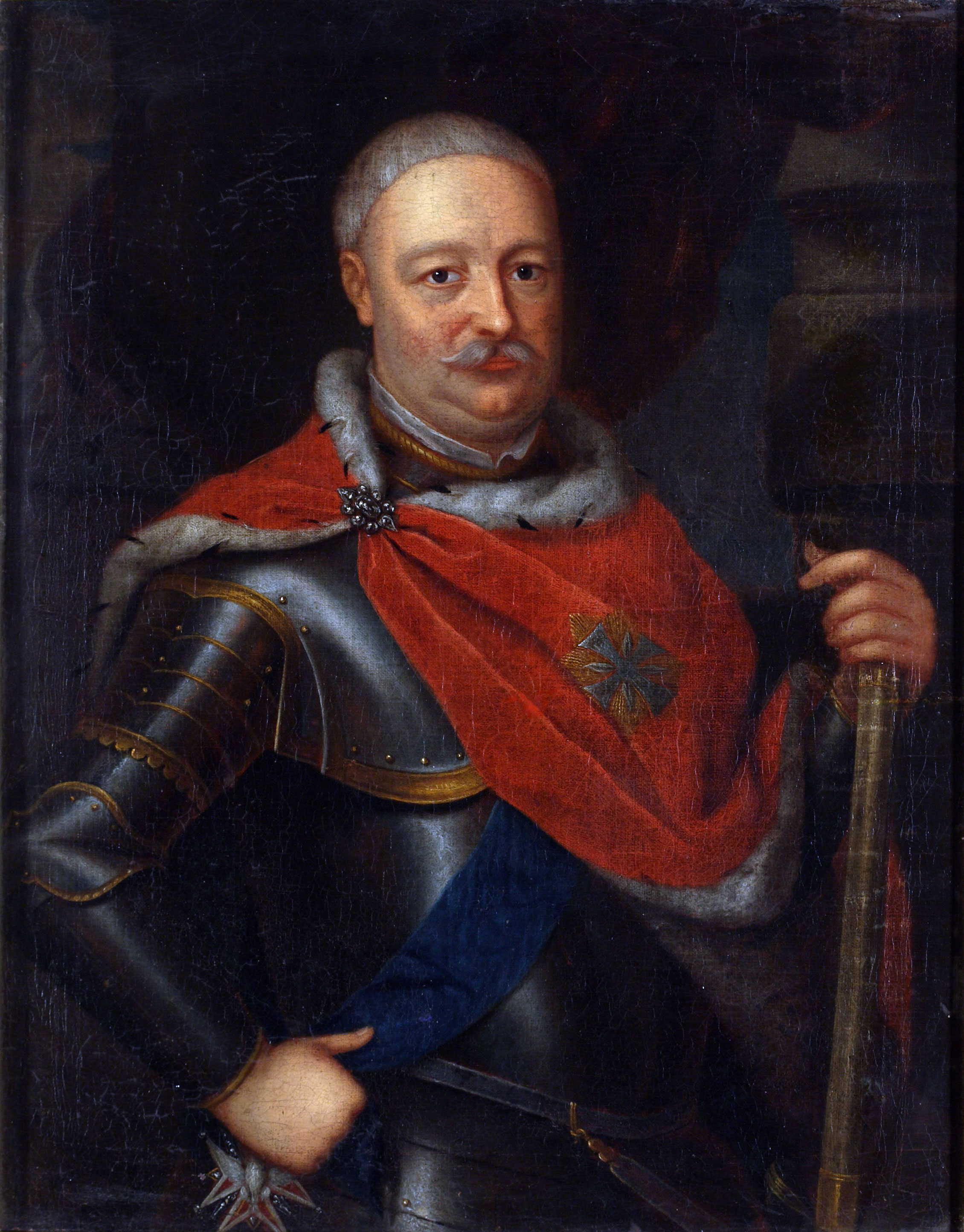
Karol Stanisław Radziwiłł

Wydarzenia polityczne w 1719 roku.

## Zmarli
- Karol Stanisław Radziwiłł, kanclerz wielki litewski[1].